# Stanley Black & Decker
Stanley Black & Decker (in precedenza The Stanley Works), è un'azienda statunitense per la produzione di attrezzi, utensili da lavoro, serrature, articoli per la sicurezza fisica, ferramenta, minuteria metallica, prodotti medicali, attrezzature mediche e simili che ha sede a New Britain (Connecticut), negli USA. Ha incorporato la Black & Decker all'inizio del 2010.

## Storia

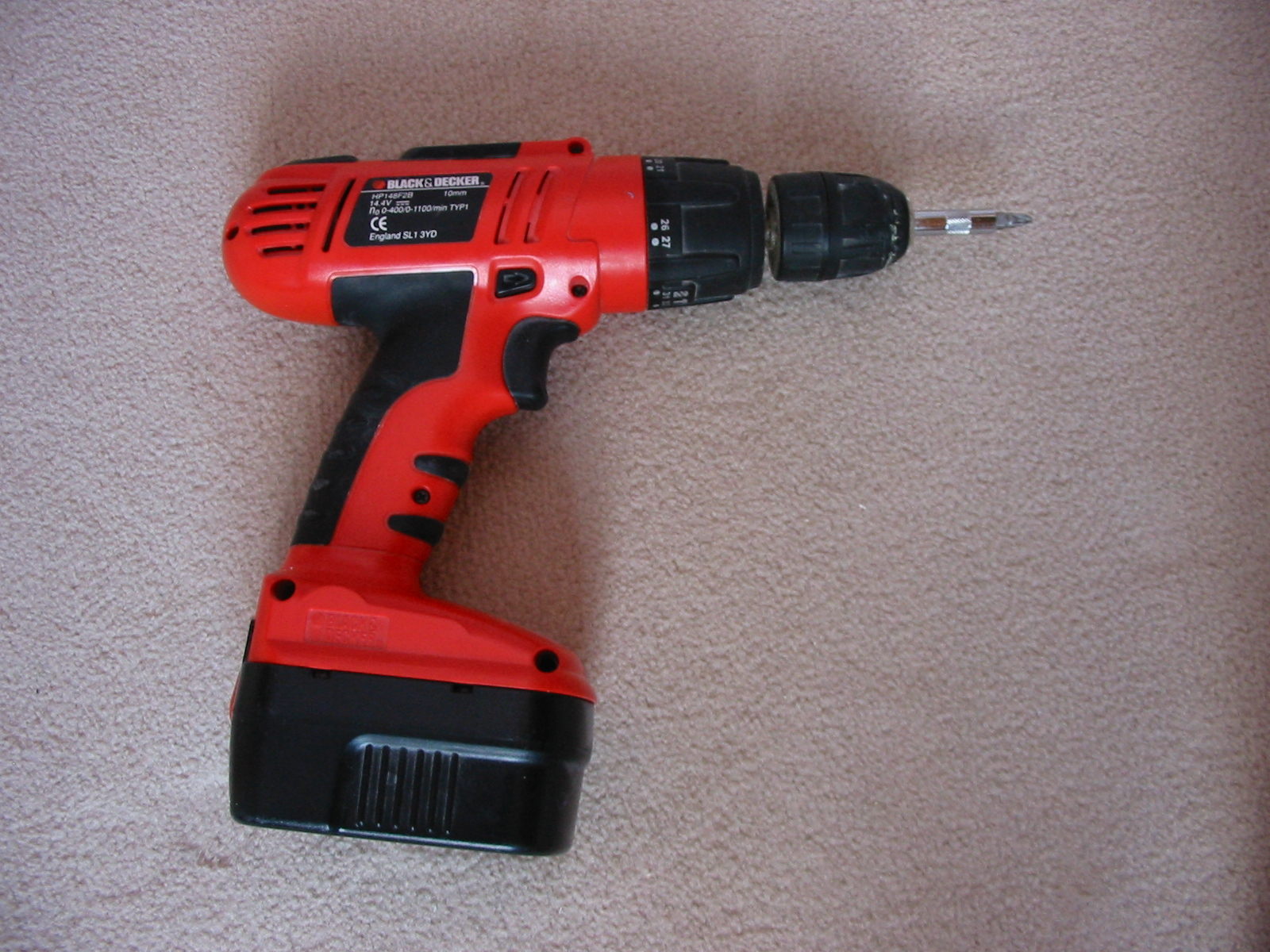
Avvitatore a batteria Black & Decker

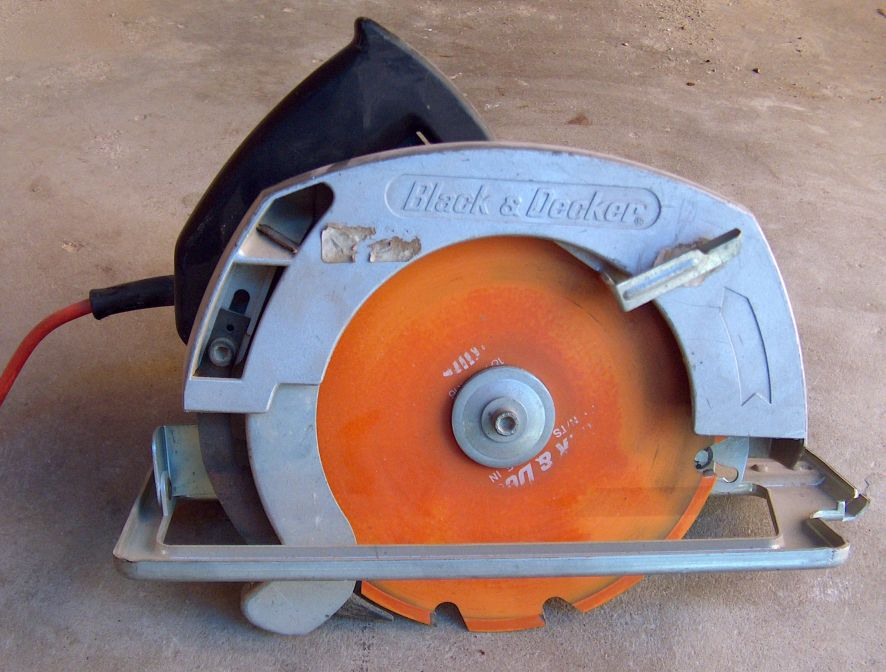
Sega circolare Black & Decker

La Stanley Works fu originariamente fondata nel 1843 da Frederick Trent Stanley, a New Britain (Connecticut). Inizialmente si trattò di un piccolo negozio artigianale, che produceva serrature, perni ed altri strumenti analoghi in ferro. La ditta si ingrandì assumendo un piccolo numero di artigiani e prese il nome di Stanley Bolt Manufactory. Nel 1852 Frederick Trent Stanley, insieme al fratello William e ad altri investitori, fondò una seconda società che produceva cardini e altri utensili in ferro, chiamata Stanley Works. Nel 1857 le due aziende si unirono formando un'unica società, che dava lavoro a 25 persone.
Nel 1884 William Hart, dipendente dell'azienda da quando aveva diciotto anni, ne divenne il nuovo presidente. Sotto la sua guida la Stanley iniziò ad esportare i suoi prodotti all'estero e a fondare unità produttive al di fuori degli Stati Uniti: nel 1914 in Canada (a Hamilton, nell'Ontario), e in seguito in Germania e in Inghilterra.
Nel 1926 assorbì la "Stanley Rule & Level", fondata e diretta dal cugino di Frederick, Henry Stanley, che produceva articoli in legno, come pistole giocattolo, giochi di dama e divenne la "Divisione Tools della Stanley Works specializzata nella produzione di utensili. L'azienda ha continuato ad espandersi, anche a livello internazionale. Le attività si sono espanse negli anni sessanta in Australia e in America Latina.
Nel 1980 ha acquistato altre tre aziende produttrici di utensili meccanici: "Mac Tools", "Proto" e "National Hand Tools" e nel 1986 la "Bostitch", produttrice di sistemi di fissaggio (chiodi e punti). Parte della produzione si è rivolta ai mercati asiatici, con centri a Taiwan e in Thailandia, e in seguito nei mercati dell'Europa orientale (Polonia e Repubblica Ceca). Ha cambiato nome a seguito dell'assorbimento nella Stanley Works della Black & Decker avvenuto il 12 marzo 2010. In Italia il gruppo Stanley commercializza i marchi, "Black & Decker", "DeWalt", "USAG", "Pastorino", "Facom" e "Virax".
Nel 2022 la società svedese Securitas AB ha annunciato di aver assunto il controllo esclusivo del settore Electronic Security di Stanley Black & Decker, ovvero del settore  relativo ai sistemi di sicurezza per la sorveglianza elettronica e relativi servizi di monitoraggio e di intervento in caso di allarme.

## Accessori
Piranha è il marchio della componentistica di ricambio e accessoristica. Piranha-Bohrer è della Bayrischen Bohrerwerken.
BBW (Bayrische Bohrerwerke GmbH) è la divisione specializzata nella foratura.

## Marchi

### Black & Decker
Il marchio Black & Decker rappresenta elettroutensili da giardino e per la casa, e non utensili professionali.

### DeWalt

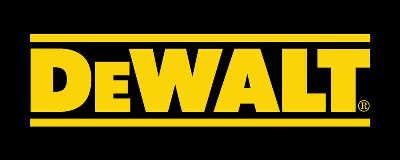
Logo DeWalt

È il marchio della divisione professionale DeWalt.

### Elu
Marchio produttore di elettroutensili professionali ora in disuso.

### Porter-Cable
Marchio produttore di elettroutensili professionali.

### Facom
Il marchio Facom è uno storico marchio francese di utensileria meccanica. Negli anni ha assorbito in Italia il gruppo USAG.

### Bostitch Pneumatic Tools
Marchio produttore di utensili pneumatici professionali per fissaggio.